# Villa rustica (Rommelshausen)

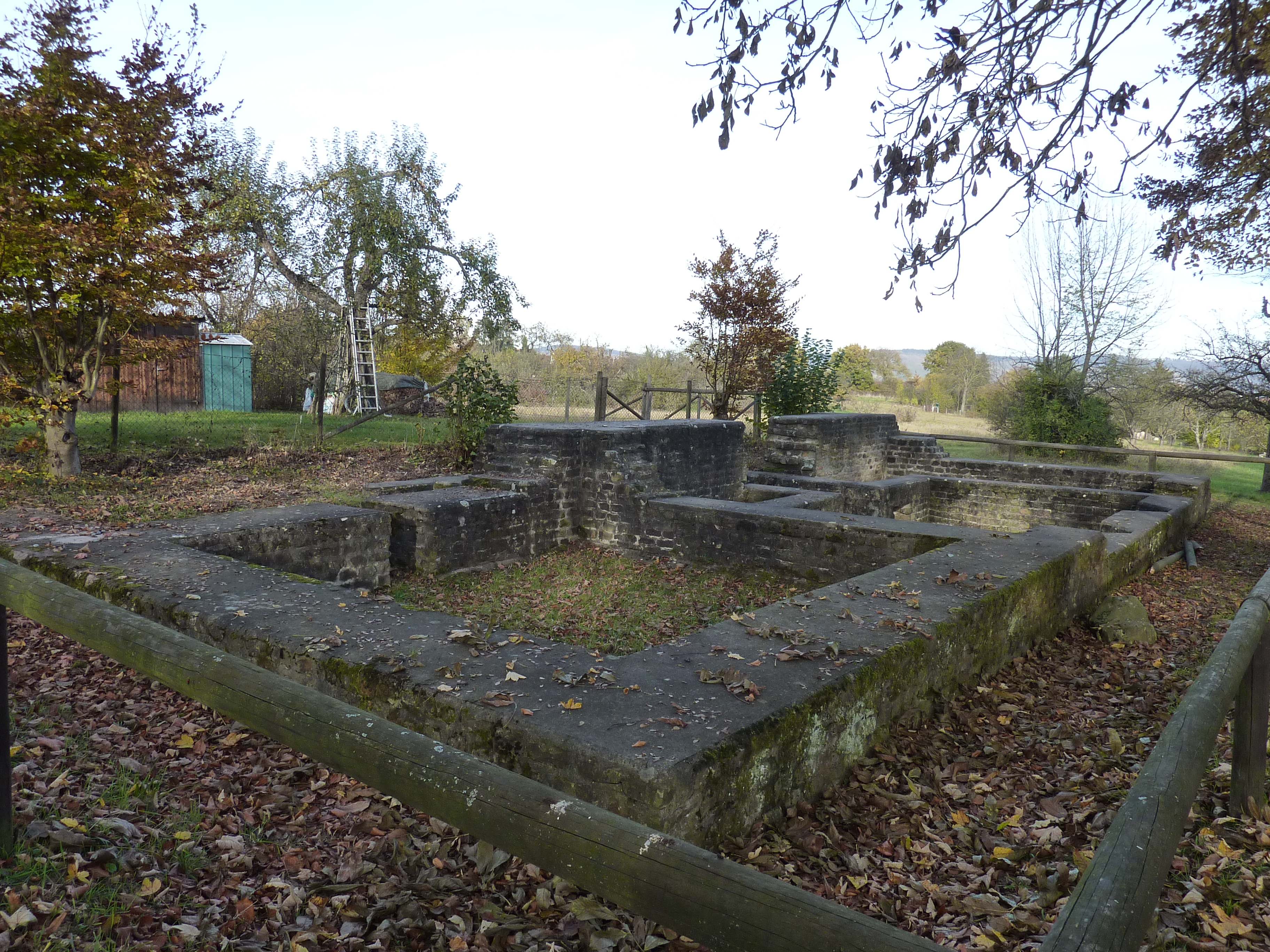
Konservierter Teilbereich des Haupthauses

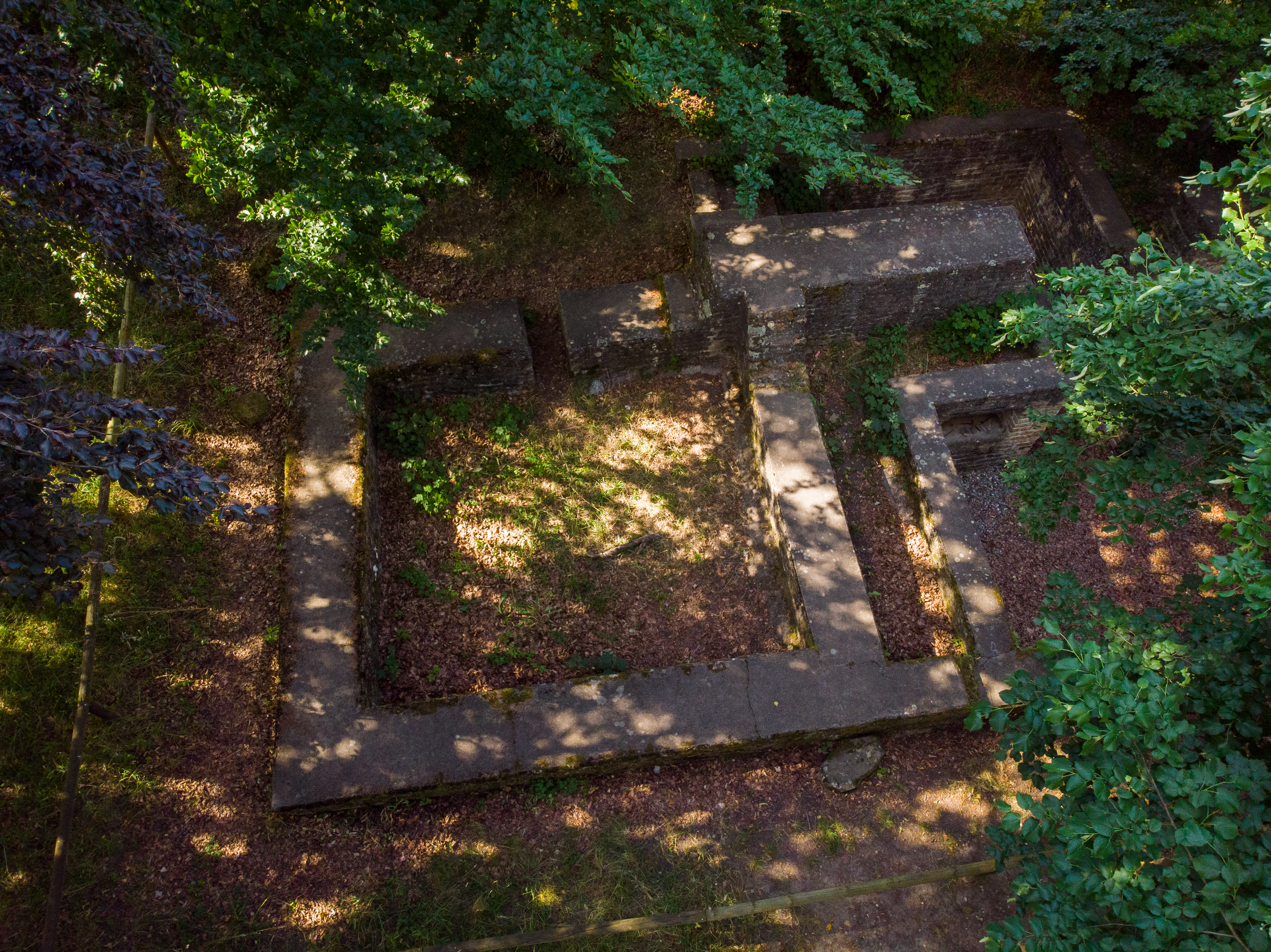
Luftbild der Anlage

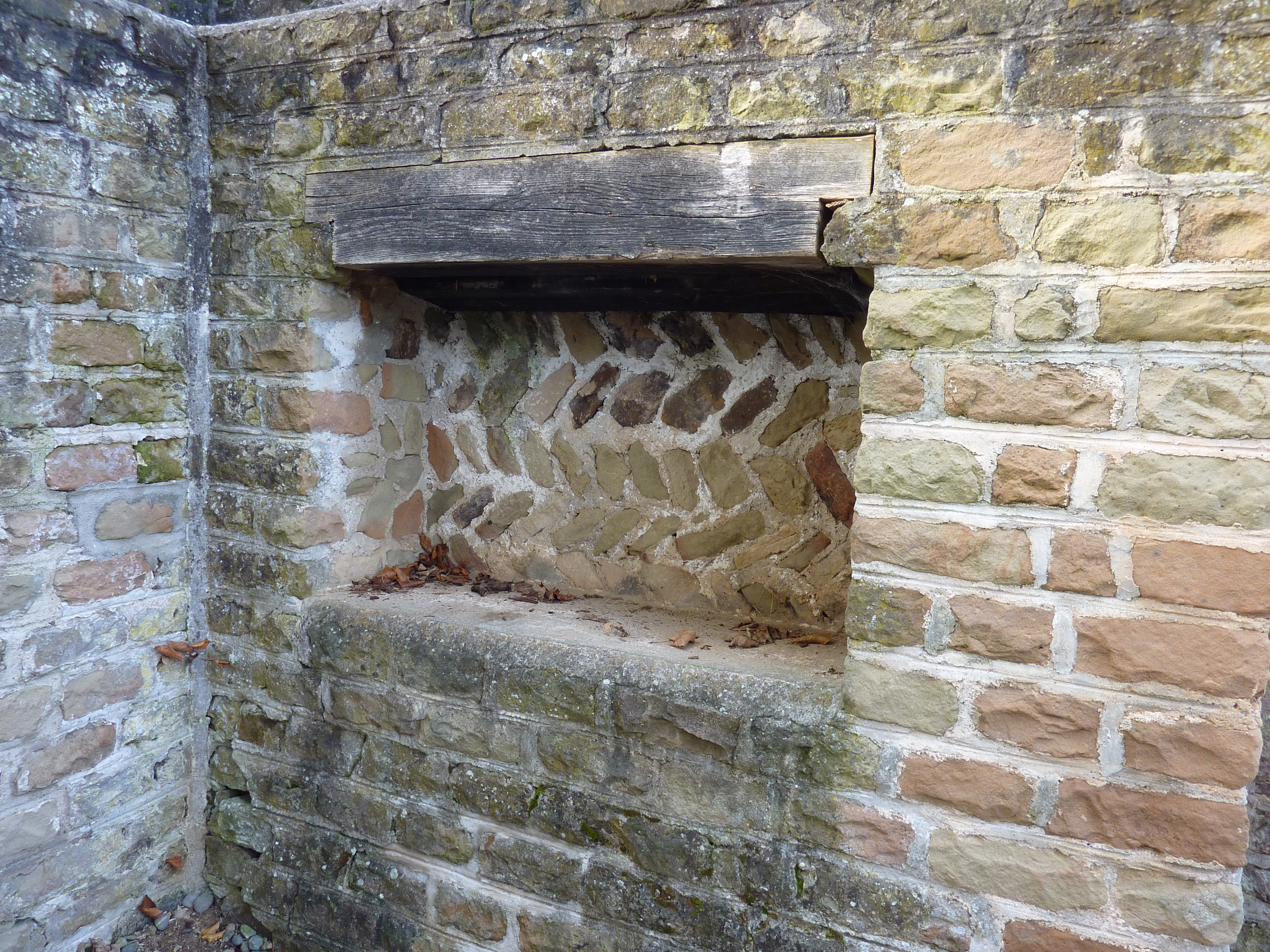
Mauerwerk im Keller mit Fischgrätmuster

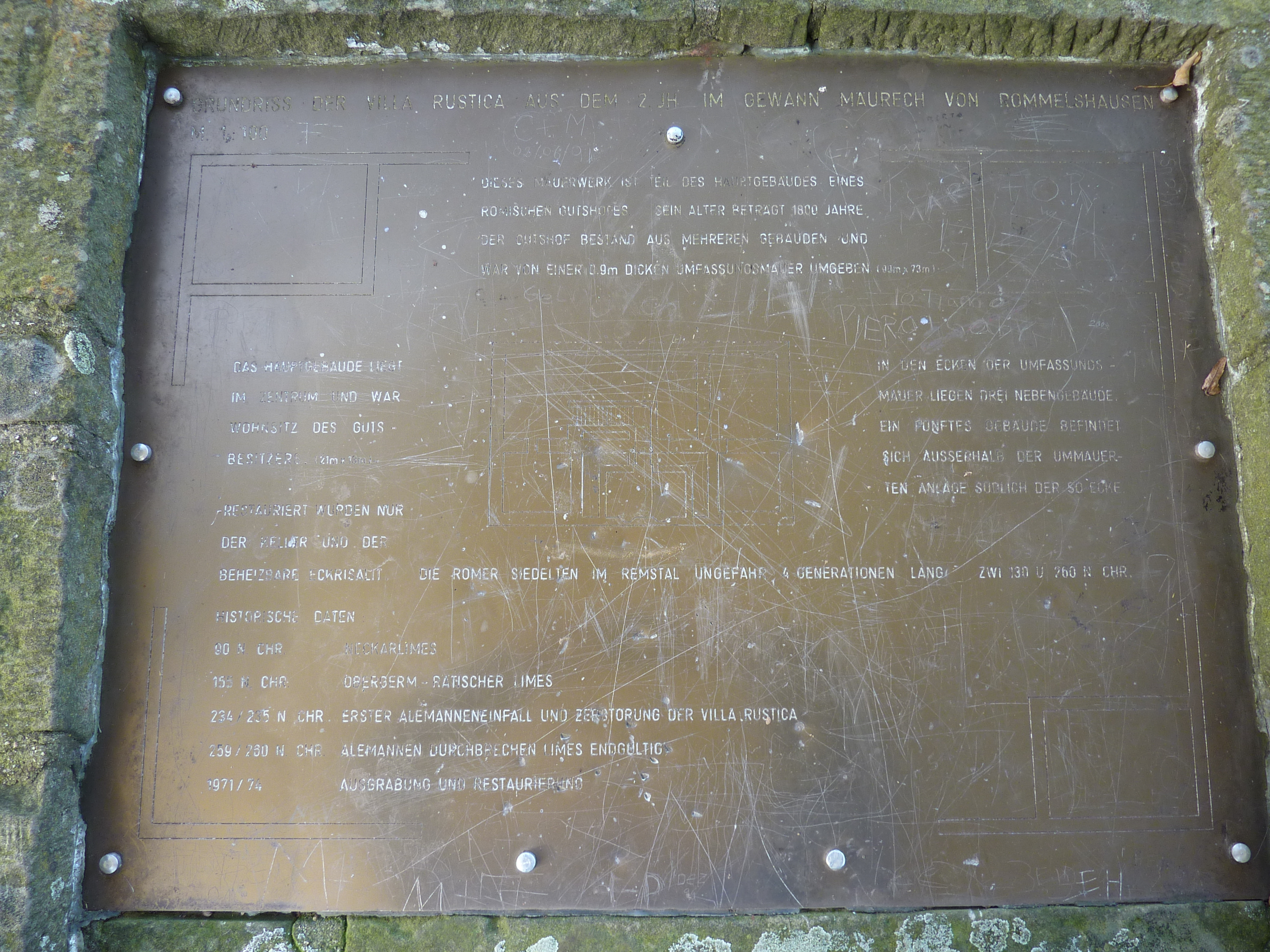
Informationstafel zu der Anlage

Grundriss der Anlage

Die Villa rustica bei Rommelshausen, einem zur Gemeinde Kernen im Remstal gehörenden Ort in Baden-Württemberg, ist ein ausgedehntes, archäologisch ergrabenes römisches Landgut aus dem 2. nachchristlichen Jahrhundert. Es liegt nördlich direkt unterhalb des Berges Kernen, der bis ins 19. Jahrhundert Beiburg hieß. Nach der Grabung wurde ein Teil des Wohnhauses konserviert und als Freilichtmuseum zugänglich gemacht. Besonders der hervorragend erhaltene Keller hat die Anlage bekannt gemacht.
Die Villa rustica von Rommelshausen gehörte wohlhabenderen Gutsbesitzern und ist einer von mehreren hundert bekannten Gutshöfen aus der Römerzeit in Baden-Württemberg.

## Lage und Forschungsgeschichte
Die Anlage befindet 0,5 Kilometer südlich des Ortes auf der Gewanns „Mäurech“ in einem landwirtschaftlich genutzten Gebiet. Wie der Name des Gewanns zum Ausdruck bringt, verlor sich das Wissen um die Existenz einer einst besiedelten Stelle wohl nie vollständig, zumal bereits vor der wissenschaftlichen Untersuchung Lesefunde gemacht wurden. 1932 fand die Fundstelle Aufnahme in Oscar Parets damaligem Standardwerk zur römischen Besiedlung Württembergs. Paret äußerte bereits die Vermutung, dass es sich um eine Villa rustica handeln könne, und wies in diesem Zusammenhang auch auf eine ältere Sage hin, der zufolge sich an dieser Stelle ein Gehöft und ein Kirchturm befunden haben sollen. 1971 wurde in einer mehrmonatigen Grabungskampagne eine teilweise Freilegung des Gutshofes unter der Leitung von Wolf-Dieter Forster und Michael-Adolf Benzin vorgenommen. Im Anschluss wurde ein Teil der Fundamente des Wohnhauses konserviert und teilrekonstruiert. Neben den heute sichtbaren Überresten des aus Schilfsandsteinquadern gemauerten Kellers und eines beheizbaren Risaliten wurde eine Informationstafel aufgestellt. Die Anlage ist frei zugänglich, kann aber nicht als barrierefrei bezeichnet werden.

## Baugeschichte
Die Villa rustica bei Rommelshausen bestand aus einem 21 × 12 Meter großen, aus vorbildlich gesetztem Quadermauerwerk errichteten Hauptgebäude, das mit seiner Frontseite nach Südosten ausgerichtet war, sowie mehreren Nebengebäuden, von denen eines außerhalb der Umfassungsmauer stand. Diese Umfassungsmauer schloss ein Rechteck von 95 Meter Länge und 72 Meter Breite, rund 0,75 Hektar, ein. Das etwa in der Mitte des Anwesens befindliche Hauptgebäude gehörte zu einem weniger repräsentativen Bautyp römischer Villen und gliederte sich in fünf Räume. Südöstlich bestand die Raumflucht aus einem rechteckigen unterkellerten Eingangsbereich, der links und rechts von je einem annähernd quadratischen Zimmer flankiert wurde. Dahinter schloss sich im Nordwesten ein als Arbeitsbereich angesprochener rechteckiger Raum an, auf den im Südosten ein ebenfalls fast quadratischer Raum folgte. Die beiden quadratischen Räume an der Schauseite des Hauses werden im aufgehenden Mauerwerk mindestens eingeschossig aufgeführt gewesen sein. Der im südwestlichen Eckbau befindliche Raum war als einziger im Haus hypokaustiert und wurde von einem nebenan liegenden Arbeitsraum aus beheizt. Dort befand sich auch die bei der Ausgrabung gut erhaltene Kellerrampe, welche rechtwinklig hinabführte. Der Keller, dessen Türschwelle noch erhalten war, besaß an seiner Südostwand zwei halbrunde Abstellnischen sowie zwei Fenster. Die Ausgräber vermuten, dass es noch weitere Wohn- und Wirtschaftsbauten auf dem Gelände gegeben hat. Die rechteckigen Nebengebäude befanden sich an der Nordwest-, Nordost und Südostecke der Umfassungsmauer.
Die Villa rustica wurde mehrere Generationen lang bewohnt und ist wohl um die Mitte des 3. Jahrhunderts bei Alamanneneinfällen zerstört worden. Aufgrund spärlicher Funde kann davon ausgegangen werden, dass sich kurze Zeit nach dem Limesfall (259/260 n. Chr.) frühe Alamannen neben dem Gelände der bereits zerstörten Villa niederließen. So fanden sich außerhalb der römischen Umfassungsmauer Pfostengruben und alamannische Siedlungskeramik.

## Befunde und Fundgut
Bei den Grabungen 1971 wurde festgestellt, dass das Quadermauerwerk weiß ausgefugt gewesen ist. Zudem kamen zahlreiche Fundstücke des täglichen Lebens aus dem Boden. Erwähnenswert sind Beschläge einer vergangenen, vermutlich hölzernen Truhe, Gefäße aus Glas und Rohstücke beinerner Haarnadeln. Auf der in den Keller führenden Rampe des Haupthauses kam ein kleiner mit Kreisaugen verzierter Dreilagenkamm zutage. Dieter Planck erwähnte in Zusammenhang mit den alamannischen Fundstücken das Randbruchstück einer Schale, die einen nach innen abgeschrägten Rand besessen hat. Bekannt wurde auch eine C1-Fibel. Im Keller konnten die Archäologen noch sechs runde Vertiefungen im Boden ausmachen. Es waren Standspuren von Amphoren, die dort einst gelagert wurden.

## Sonstiges
Die Villa rustica bei Rommelshausen geriet im Sommer 2007 in die Schlagzeilen, nachdem in unmittelbarer Nähe der Ausgrabung der Schüler Yvan Schneider von Altersgenossen erschlagen worden war. Heute erinnert dort ein von Papst Benedikt XVI. gesegnetes Holzkreuz an das Mordopfer.